# راسوی راه‌راه آفریقایی
راسوی راه‌راه آفریقایی (نام علمی: Poecilogale albinucha) نام یک گونه از تیره راسویان است.